# Carola López
Carola Malvina López Ródríguez (n. 17 d'abril de 1982 a Córdoba) és una taekwondista argentina que va participar en els Jocs Olímpics de Londres 2012, on va obtenir diploma olímpic en la categoria fins a 49 quilos. Va obtenir la medalla de bronze en el Panamericà de Querétaro 2011, que li va permetre classificar als Jocs Olímpics de Londres i va ocupar el cinquè lloc en el Mundial de Madrid 2005. Becada per la Secretaria d'Esports de la Nació. En els Jocs Olímpics de Londres 2012 va aconseguir un 9è lloc imposant-se en primera ronda al Marroc, per caure en quarts de final amb la competidora de Croàcia per 13-4.